# Hypaeus miles
Hypaeus miles là một loài nhện trong họ Salticidae.
Loài này thuộc chi Hypaeus. Hypaeus miles được Eugène Simon miêu tả năm 1900.